# Chính phủ lâm thời
Chính phủ lâm thời, cũng gọi là Chính phủ tạm thời hoặc Chính phủ chuyển tiếp, là một cơ quan chính phủ khẩn cấp được thành lập để quản lý quá trình chuyển đổi chính trị, thường trong các trường hợp của các quốc gia mới thành lập hoặc sau sự sụp đổ của chính quyền cai trị trước đó. Các chính quyền tạm thời thường được bổ nhiệm, và thường xuyên phát sinh, trong hoặc sau các cuộc chiến dân sự hay chống ngoại xâm.
Chính phủ lâm thời duy trì quyền lực cho đến khi một chính phủ mới có thể được chỉ định bởi 1 quá trình chính trị thường xuyên, mà nói chung là 1 cuộc bầu cử. Họ có thể tham gia vào việc xác định cấu trúc pháp lý của các chế độ, hướng dẫn liên quan đến quyền con người và quyền tự do chính trị, cấu trúc của nền kinh tế, tổ chức chính phủ và sự liên kết quốc tế. Các chính quyền lâm thời khác với các chính phủ tạm quyền, chịu trách nhiệm quản lý trong 1 hệ thống nghị viện được thành lập và là cơ quan tạm quyền sau khi chính phủ trước đó bị giải thể do bất tín nhiệm, hoặc sau khi liên minh cầm quyền bị giải thể.
Theo ý kiến của Yossi Shain và Juan J. Linz, các chính phủ lâm thời có thể được phân loại thành 4 nhóm:
1. Chính phủ lâm thời cách mạng (khi chế độ cũ bị lật đổ và quyền lực thuộc về những người đã lật đổ nó).
2. Chính phủ lâm thời chia sẻ quyền lực (khi quyền lực được chia sẻ giữa chế độ cũ và những người đang cố gắng thay đổi nó).
3. Chính phủ lâm thời đương thời (khi quyền lực trong thời kỳ chuyển tiếp thuộc về chế độ cũ).
4. Chính phủ lâm thời quốc tế (khi quyền lực trong thời kỳ chuyển tiếp thuộc về cộng đồng quốc tế).

Việc thành lập các chính phủ lâm thời thường xuyên gắn liền với việc thực hiện công lý chuyển tiếp. Các quyết định liên quan đến công lý chuyển tiếp có thể xác định ai được phép tham gia vào 1 chính phủ lâm thời.
Các chính phủ lâm thời ban đầu được tạo ra để chuẩn bị cho sự trở lại của quy tắc hoàng gia. Các hội đồng bất thường triệu tập trong Cách mạng Anh, chẳng hạn như Liên minh Ireland (1641-1649), được mô tả là "tạm thời". Các Quốc hội Lục địa, 1 quy ước của đại biểu đến từ 13 thuộc địa của Anh trên bờ biển phía đông của Bắc Mỹ trở thành chính phủ lâm thời của nước Mỹ vào năm 1776, trong Chiến tranh Cách mạng Mỹ. Chính phủ đã đưa ra tình trạng tạm thời vào năm 1781, sau khi phê chuẩn các Điều khoản Liên bang, và tiếp tục cho đến khi nó được thay thế bởi Quốc hội Hoa Kỳ năm 1789.
Việc thực hành sử dụng "chính phủ lâm thời" như 1 phần của tên chính thức có thể được truy nguồn từ chính phủ của Talleyrand ở Pháp năm 1814. Năm 1843, những người tiên phong của Mỹ ở quốc gia Oregon, khu vực Tây Bắc Thái Bình Dương Bắc Mỹ đã thành lập Chính phủ lâm thời Oregon - chính phủ liên bang Hoa Kỳ chưa mở rộng thẩm quyền của mình trong khu vực - tồn tại cho đến tháng 3/1849. Nhiều chính phủ lâm thời trong cuộc cách mạng năm 1848 đã đưa ra ý nghĩa hiện đại của nó: 1 chính phủ tự do được thành lập để chuẩn bị cho cuộc bầu cử.

## Danh sách các chính phủ lâm thời
Nhiều chính phủ lâm thời đã được thành lập từ những năm 1850, bao gồm:
- Chính phủ lâm thời Tây Ban Nha (1868-1871), chờ sự bầu cử của 1 Quốc vương Hiến pháp mới.
- Chính quyền lâm thời Hawaii, được thành lập năm 1893 sau lật đổ vương quốc Hawaii và đổi tên thành Cộng hòa Hawaii năm 1894.
- Chính phủ lâm thời Úc, được thành lập trong khi chờ cuộc bầu cử đầu tiên cho Thịnh vượng chung mới thành lập của Úc.
- Chính phủ quân sự Trung Hoa Dân Quốc, được thành lập sau sự thành công của Khởi nghĩa Vũ Xương.
- Nhà nước của người Slovenia, Croat và Serb, được thành lập vào năm 1918 với tư cách không được công nhận hóa thân đầu tiên của Nam Tư và sau đó sáp nhập với Vương quốc Serbia và Montenegro để tạo thành Vương quốc của người Serb, Croat và Slovene.
- Chính phủ lâm thời Tây Thrace (1913), được thành lập tại Hy Lạp hiện đại chống lại sự sáp nhập của Bulgaria trong Chiến tranh Balkan thứ hai.
- Chính quyền lâm thời Bắc Epirus (1914), được thành lập để sáp nhập với Albania.
- Chính phủ lâm thời Ấn Độ (1915), được thành lập tại Kabul.
- Cộng hòa Van (1915), được thành lập tại Tây Armenia.
- Cộng hòa Tây Nam Kavkaz (1919), được thành lập Kars.
- Chính phủ lâm thời Cộng hòa Ireland (1916), 1 tiêu đề được sự lãnh đạo của người lãnh đạo ngắn ngủi Phục sinh.
- Chính phủ lâm thời quốc phòng (miền bắc Hy Lạp) (1916).
- Chính phủ Lâm thời Nga (1917), được thành lập như là kết quả của Cách mạng tháng hai dẫn đến sự thoái vị Sa hoàng Nicholas II.
- Chính phủ lâm thời Estonia (1918-1919).
- Chính phủ lâm thời Latvia (1918-1920).
- Chính phủ lâm thời Ukraina (1918).
- Chính phủ Lâm thời Hàn Quốc (1919), được thành lập lưu vong tại Thượng Hải, Trung Quốc và sau đó tại Trùng Khánh, trong khi vẫn còn là thuộc địa của đế quốc Nhật Bản.
- Chính phủ lâm thời Ireland (1922), được thành lập theo thỏa thuận giữa chính phủ Anh và các nhà cách mạng Ireland, để mở đường cho việc thành lập Nhà nước tự do Ailen trong cùng 1 năm.
- Chính phủ lâm thời Cộng hòa Trung Hoa (1937-1940), được Đế chế Nhật Bản thiết lập khi xâm lược Đông Trung Quốc.
- Chính phủ lâm thời Litva (1941), được thành lập khi người Litva giành độc lập từ Liên Xô. Nó hoạt động một thời gian ngắn cho đến khi Đức Quốc xã sáp nhập đất nước.
- Chính phủ lâm thời Ấn Độ (1943-1945), được thành lập bởi những người theo chủ nghĩa dân tộc Ấn Độ ở Đông Nam Á, có chủ quyền danh nghĩa trên các lãnh thổ của Ấn Độ bị phe Trục kiểm soát và có quan hệ ngoại giao với 9 quốc gia.
- Chính quyền quốc gia Hungary (1944-1945) (Ideiglenes Nemzeti Kormány).[6]
- Chính quyền lâm thời của Nam Tư liên bang dân chủ (1945).
- Ủy ban giải phóng quốc gia Pháp (Comité Français de Libération Nationale, CFLN) (1943-1944), được thiết lập ở Algiers, sau đó là 1 phần của đô thị Pháp.
- Chính phủ lâm thời của Cộng hòa Pháp (GPRF) (1944-1946), chính phủ Cộng hòa tạm thời cho đến khi thành lập Cộng hòa IV.
- Chính phủ Flensburg (1945), được thành lập sau những vụ tự tử của Adolf Hitler và của Joseph Goebbels trong những ngày kết thúc Reich.
- Chính phủ Cách mạng lâm thời Việt Nam Dân chủ Cộng hòa.
- Chính phủ lâm thời Ấn Độ (1946-1947), 1 chính phủ lâm thời được thành lập bởi Hội đồng thành lập Ấn Độ mới được thành lập để quản lý những gì sẽ trở thành Lãnh thổ Ấn Độ và Lãnh thổ của Pakistan trong giai đoạn chuyển tiếp giữa thuộc địa của Anh và độc lập.
- Chính quyền lâm thời Israel (1948-1949), được thành lập sau khi tuyên bố độc lập của Israel và cho đến cuộc bầu cử Knesset đầu tiên.
- Chính phủ Trung ương lâm thời Việt Nam (1948-1949)
- Chính phủ lâm thời của Cộng hòa Ả Rập Syria (1949), được thiết lập bởi sự đồng thuận của quốc gia để soạn thảo hiến pháp mới và tái giới thiệu quy tắc dân sự sau 1 loạt các chính phủ quân sự.
- Chính phủ lâm thời của Cộng hòa Algérie (1958-1962) (phong trào du kích).
- Chính quyền Cách mạng lâm thời Cộng hòa miền Nam Việt Nam (1969-1976), được thành lập trong Chiến tranh Việt Nam.
- Chính quyền lâm thời của Cộng hòa Nhân dân Bangladesh (1970-1972), được thành lập sau khi tuyên bố tự do của Bengal được lưu đày Calcutta.
- Chính phủ lâm thời Iran, một chính phủ lâm thời được thành lập sau Cách mạng Iran 1979.
- Chính phủ chuyển giao quốc gia thống nhất (Namibia) (1985-1989).
- Chính phủ hiểu biết, được thành lập trong Tiệp Khắc sau Cách mạng Nhung 1989.
- Mặt trận cứu độ quốc gia, được thành lập tại Romania sau sự sụp đổ của Nicolae Ceaușescu và Cách mạng Rumani kết thúc của Cộng hòa Xã hội chủ nghĩa România vào năm 1989.
- Ban chấp hành của Tổ chức giải phóng Palestine (1988-), sau khi được giao phó quyền hạn và trách nhiệm của Chính phủ lâm thời của Nhà nước Palestine.[7][8]
- Hội đồng Chính phủ Quốc gia (1986-1988), cơ quan cầm quyền tạm thời Haiti, sau sự ra đi của Jean-Claude Duvalier.
- Eritrea đã có 1 chính phủ chuyển tiếp (1993).
- Chính phủ chuyển tiếp Ethiopia (1991-1995).
- Cơ quan chuyển tiếp quốc gia ở Campuchia (1992-1993).
- Chính quyền Dân tộc Palestine (1994-), tổ chức hành chính công, được thành lập để chi phối các phần của Bờ Tây và Dải Gaza, tuân theo Hiệp định Oslo.[9]
- Cơ quan tạm thời liên minh tại Iraq (2003-2004) với Hội đồng quản trị lâm thời Iraq, được thành lập để hoạt động như 1 người quản lý chăm sóc tại Iraq sau Cuộc xâm lược Iraq năm 2003 đang chờ bàn giao quyền lực cho người dân Iraq và tạo ra 1 chính phủ dân sự được bầu dân chủ.
- Chính phủ chuyển tiếp của Cộng hòa Dân chủ Congo, được thành lập năm 2003 sau khi kết thúc của Chiến tranh Congo lần thứ hai.
- Chính phủ lâm thời Iraq và Chính phủ chuyển tiếp Iraq đều là xác thực tạm thời được thành lập sau khi bàn giao quyền lực cho người dân Iraq sau khi Iraq kết thúc chế độ độc tài Saddam Hussein để cai trị việc chấp nhận hiến pháp vĩnh viễn.
- Hội đồng chuyển tiếp quốc gia Libya được thành lập trong nội chiến 2011 tại Libya chống lại Gaddafi - lãnh đạo chính phủ.
- 1 chính phủ lâm thời được thành lập tại Yemen (2015-) sau đảo chính Yemen 2014-2015.
- Liên Hợp Quốc ủng hộ Chính phủ Quốc gia cho Libya, được thành lập vào năm 2016. Các chính phủ lâm thời cũng được thiết lập khắp châu Âu như Giải phóng các quốc gia Châu Âu bị chiếm đóng được giải phóng từ chiếm đóng châu Âu, chiếm đóng Đức Quốc xã bởi Đồng minh của Chiến tranh Thế giới thứ 2.